# アイアンクロー (ロボット)
アイアンクローとは主にロボットの手足にあるマニピュレータの代わりに装備した金属爪により、格闘能力を向上させるための架空の武器である。
大半が白兵戦用だが、『伝説巨神イデオン』に登場する重機動メカのように本体から射出可能な物もある。

## 登場作品

### 架空
- 『装甲騎兵ボトムズ』に登場するAT。
  - ブルーティッシュドッグ - ガトリング砲と一体化したガトリングクロー。
  - ストライクドッグ系AT
  - エクルビス
  - シャドウ・フレア（黒き炎）
  - プロトストライクドッグ（黒き炎）DM版
  - アイアンマン1
  - カラミティドッグ・グリーンバージョン

- 『機動戦士ガンダム』に登場するモビルスーツ、モビルアーマー。
  - ゴッグ
  - ズゴック
  - アッガイ
  - グラブロ
  - ビグロ

- 『機動戦士Ζガンダム』/『機動戦士ガンダムΖΖ』に登場するモビルスーツ。
  - メッサーラ - MS時のみ。
  - ガブスレイ - MA時のみ。
  - ハンブラビ
  - ガザC - MA時のみ。
  - ガザD - MA時のみ。
  - パラス・アテネ - 脚部。
  - バウンド・ドック

- 『伝説巨神イデオン』に登場する重機動メカ。
  - ジグ・マック
  - ロッグ・マック
  - ガンガ・ルブ
  - ガルボ・ジック - 射出式。
  - ギド・マック - 射出式。
  - ザンザ・ルブ

- 『聖戦士ダンバイン』に登場するオーラマシン。
  - ダンバイン　-　射出可能。
  - ビルバイン - 射出可能。
  - ドラムロ
  - ガラバ - 脚部
  - ブブリィ - 射出可能。

- 『機甲創世記モスピーダ』に登場するバトル・ウォーマー。
  - イーガー
  - グラブ
  - ガーモ

### 実在
- 『KURATAS（クラタス）』 - THE NEXT GENERATION -パトレイバー-に犯罪レイバーとして出演。[1]